# Nacionalni park Glacier Bay
Nacionalni park Glacier Bay jedan je od 58 nacionalnih parkova Sjedinjenih Američkih Država, smješten na jugu savezne države Aljaske. On svojom istočnom stranom graniči s pokrajinskim parkom Tatshenshini-Alsek u Britanskoj Kolumbiji (Kanada) s kojim je, zajedno i s drugim zaštićenim područjima, zajedno upisan na UNESCO-ov popis mjesta svjetske baštine u Sjevernoj Americi još 1979. godine jer se „u ovom području nalazi najveća ledenjačka kapa izvan polarnih krugova, te spektakularni vrhovi i ledenjaci koji su dom mnogim sivim medvjedima, sobovima i aljaskim ovcama (Ovis dalli)”.

## Odlike
Glacier Bay (en. za „Zaljev ledenjaka”) se nalazi na jugoistoku savezne države Aljaska, zapadno od grada Juneau. Obuhvaća prostor od 13.287 km², a većinu parka čini divljina koja pokriva 10.784 km² ukupnog prostora ovog nacionalnog parka, dok je ostatak od 2428,1 km² predstavlja zaštićeni pomorski ekosustav. Od toga su najznamenitiji 9 ledenjaka od kojih se njih 4 još uvijek s vrhova obližnjih planina spušta u zaljev stvarajući veličanstvene planine od leda.
Unutar parka se nalaze dvije indijanske zajednice plemena Tlingit koje su od davnina ribarile rijekom Alsek koja se ulijeva u zaljev. U parku nema putova i najdostupniji je zrakoplovima, ali usprkos tomu park svake godine posjeti preko 400.000 posjetitelja, uglavnom turističkim brodicama. Broj turističkih brodica koje dnevno smiju posjetiti park je ograničen, a tijekom ljetnih mjeseci maleni trajekti plove do naselja Gustavus ili izravno u marinu zaljeva Bartlett.

### Ledenjaci
Ledenjaci pod velikom težinom snijega i leda putuju prema zaljevu stvarajući spektakularne ledene formacije. Najpoznatiji od njih u prošlom stoljeću bio je ledenjak Muir duljine od oko 3200 m i visine oko 80 m koji se u posljednje vrijeme povukao dalje od obale mora. Godine 1893. ovaj je ledenjak pokrivao cijeli istočni rukavac zaljeva. Današnji posjetitelji još uvijek mogu uživati u ljepotama ledenjaka Margerie i Lamplugh. Ne tako davno, 1726. godine, cijeli je zaljev ledenjaka bio okružen ledenjacima.
- Glacier Bay iz svemira
- Ledenjak Margerie ispred planine Mount Fairweather
- Tjesnac i ledenjak Johns Hopkins
- Ledenjak Lamplugh
- Ledenjak McBride

## Povijest
Kapetan britanskog broda HMS Discovery, Joseph Whidbey, je tijekom ekspedicije Georgea Vancouvera (1791. – 95.) pronašao „ledeni tjesnac” na jugu Glacier Baya 1794. god. U to vrijeme je gotovo cijeli zaljev bio prekriven jednim velikim ledenjakom.
God. 1879., prirodoslovac John Muir je otkrio kako se ledenjak povukao do polovice zaljeva, u duljinu od oko 77 km Do 1916. godine ledenjak se povukao od mora u zaljev gotovo 105 km, što ovo povlačenje čini najbržim dokumentiranim povlačenjem ledenjaka. Danas se ne povlače svi ledenjaci u parku i znanstvenici se trude shvatiti ledenjačke aktivnosti, osobito u odnosu na klimatske promjene.
Područje oko zaljeva ledenjaka na jugoistočnoj Aljaski prvotno je 25. veljače 1925. godine proglašeno američkim nacionalnim spomenikom prirode, koji je značajno proširen i proglašen nacionalnim parkom 2. prosinca 1980. godine. Istovremeno je na sjeverozapadu parka 230,7 km² javnog prostora proglašeno za rezervat divljine radi zaštite donjeg dijela rijeke Alsek i njezinih životinjskih stanovnika. God. 1986., NP Glacier Bay je proglašen i za rezervat biosfere, a od 1994. godine njegovo upravljanje je preuzeo autohtoni narod Tlingit iz naselja Hoonah, nešto južnije od parka.

## Vanjske poveznice
- https://www.nps.gov/glba/index.htm
- Glacier Bay National Park gallery (engl.)